# Ambasadorowie Maroko w Polsce
Ambasadorowie Maroko w Polsce – przedstawiciele dyplomatyczni o randze ambasadora, reprezentujący interesy Maroka w Polsce. 

## Lista ambasadorów
- 1962–1966 – Abderrahim Harakat
- 1966–1975 – Abdessalam Harraki
- 1975–1982 – Abdelaziz Bennani
- 1982–1991 – Abdessalam Ouazzani
- 1991–1994 – Abdelmajid Alem
- 1994–2000 – Abdeladim Tber[1]
- 2001–2003 – Hassan Abbadi[2]
- 2003–2008 – Abdeslam Alem[3]
- 16 stycznia 2009–2013 – Moha Ouali Tagma[4]
- 2013–2019 – Youns Tijani[5]
- od 2019 – Abderrahim Atmoun[6]